# Roman Karl Scholz

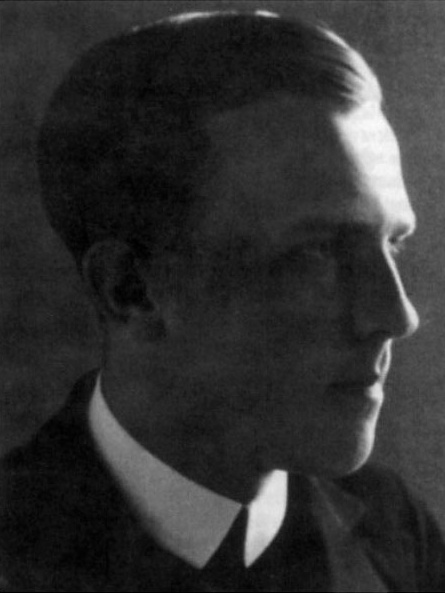
Roman Karl Scholz

Roman Karl Scholz (* 16. Jänner 1912 in Mährisch Schönberg; † 10. Mai 1944 in Wien) war ein österreichischer Augustiner-Chorherr im Stift Klosterneuburg und Widerstandskämpfer gegen das Dritte Reich.

## Leben
Als unehelicher Sohn der Josefa S. wuchs er bei den Großeltern auf und besuchte in Mährisch Schönberg das Gymnasium.  1930 trat er in das Augustiner-Chorherrenstift Klosterneuburg ein. 1936 wurde er zum Priester geweiht, er war Dichter und Jugendseelsorger. Er kam aus einer christlich-deutschen Jugendbewegung und war schon in der Schulzeit Mitglied des sudetendeutschen katholischen Jugendbundes „Staffelstein“. Anfangs wandte er sich dem Nationalsozialismus zu, war 1935/36 Mitglied der illegalen NSDAP und beantragte noch Mai 1938 die Aufnahme in die NSDAP wurde aber abgelehnt.
1936 wandte Roman Karl Scholz nach dem Besuch des Reichsparteitages in Nürnberg sich jedoch von der Bewegung ab und gründete im Herbst 1938 mit Viktor Reimann die erste Widerstandsgruppe in Österreich. Der Name der Gruppe war zunächst „Deutsche Freiheitsbewegung“, nach Ausbruch des Krieges 1939 wurde sie umbenannt in „Österreichische Freiheitsbewegung“. Die politischen Ziele waren zum einen die Aufklärung der Bevölkerung über das wahre Gesicht des Nationalsozialismus und in weiterer Folge der Sturz des Regimes, der Austritt der Donau- und Alpengaue aus dem Reich und die Wiedererrichtung eines Staates Österreich, der auch ganz Bayern bis zum Main miteinschließen sollte.
Der Gruppe gehörten auch die beiden Burgschauspieler Fritz Lehmann und Otto Hartmann an. Der Seelsorger wurde von Letzterem, der ein Spitzel war, an die Geheime Staatspolizei verraten. Hartmann hatte in der Gruppe vorgeschlagen, Terror- und Sabotageakte zu unternehmen, was jedoch von Scholz aufgrund seiner christlichen Gesinnung abgelehnt wurde. Hartmann hingegen verriet alles, was bei den Treffen gesprochen und geplant wurde, direkt der Gestapo.
Am 22. Juli 1940 wurde Scholz verhaftet. Es dauerte fast vier Jahre, bis ihm der Prozess gemacht wurde. Während dieser Zeit wurde er immer wieder verhört und auch schwer gefoltert, ohne dass er Mitbeteiligte verraten hätte, und wurde von Gefängnis zu Gefängnis transferiert. Auch eine Intervention von Hermann Görings Schwester, zu welcher Freunde von ihm Kontakt hatten, verlief ergebnislos. Er wurde am 23. Februar 1944 zum Tode verurteilt. Das Telegramm an Adolf Hitler, in welchem Kardinal Theodor Innitzer um eine Begnadigung ersuchte, wurde nicht einmal beantwortet. Scholz wurde nach Jahren im Gefängnis am 10. Mai 1944 wegen Hochverrats auf dem Schafott hingerichtet. Seine letzten Worte waren: „Für Christus und Österreich!“

## Würdigung

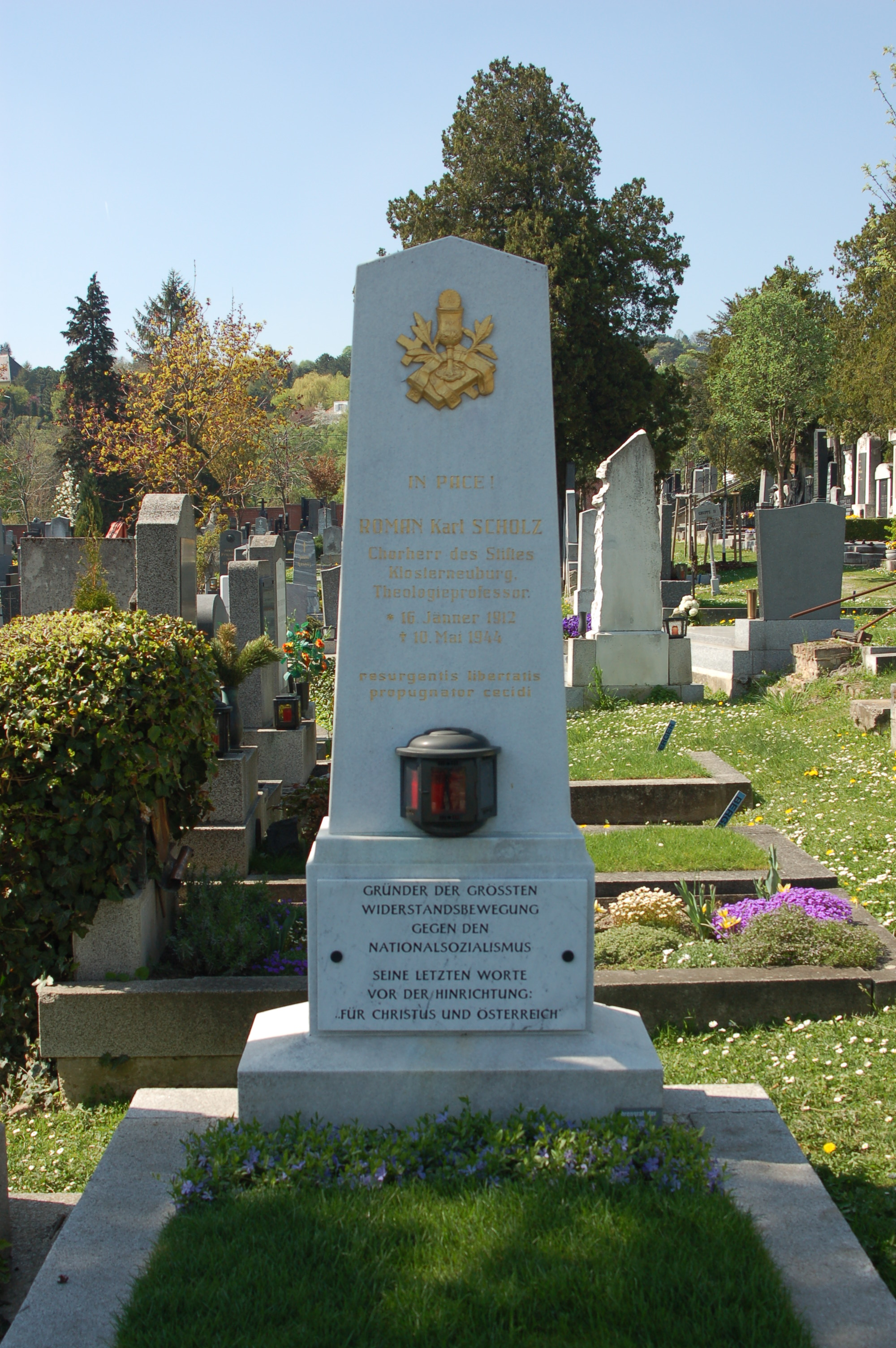
Grabmal auf dem Heiligenstädter Friedhof

Heute ist er wegen seines Einsatzes in der Geschichte und für seine Gedichte bekannt. Er wurde auf dem Heiligenstädter Friedhof (Teil N, Gruppe 1, Nummer 32) beigesetzt.
Nach Roman Karl Scholz ist ein Platz in der Klosterneuburger Innenstadt benannt.
Im Gymnasium Klosterneuburg wurde im Jahre 1990 eine Gedenktafel eingerichtet.
Die katholische Kirche hat Roman (Karl) Scholz im Jahr 1999 als Glaubenszeugen in das deutsche Martyrologium des 20. Jahrhunderts aufgenommen.

## Veröffentlichungen
- Lied von der Gerechtigkeit –  Hymne der Freiheitsbewegung Text: Roman K. Scholz, Musik: Eberhard Würzl 1939. In: Der Freiheitskämpfer, 53. Jg./Nr. 4
- Feine ferne Dinge. Selbstverlag.
- Goneril. Andermann, Wien 1947.
- Ich werde immer bei euch sein. Mayer, Klosterneuburg 1994, ISBN 3-901025-29-4.